# Rachidion ramulicorne
Rachidion ramulicorne är en skalbaggsart som beskrevs av Lacordaire 1869. Rachidion ramulicorne ingår i släktet Rachidion och familjen långhorningar. Inga underarter finns listade i Catalogue of Life.